# Wei Liao
Wei Liao (chinesisch 尉繚 / 尉缭, Pinyin Wèi Liáo (oder Yù Liáo); Geburts- und Todesdatum unbekannt) war ein chinesischer Militärstratege und Staatsmann der Zeit der Streitenden Reiche. 

## Leben
Den Angaben des Han-Ying Zhongguo zhexue cidian zufolge stammte er aus Weishi (heute Provinz Henan). Von Wei heißt es, er sei ein Schüler des Meisters Guigu oder ein Anhänger des Fürsten Shang Yang gewesen. Er war sehr versiert in den Lehren von Yin und Yang und in den Kriegskünsten und hinterließ (nach traditioneller chinesischer Auffassung) das Buch des Meisters Wei Liao (Wei Liaozi).
Wei Liao wird der chinesischen philosophischen Schule der Militärstrategen (Bingjia) zugerechnet. Das Buch Wei Liaozi (oder Yu Liaozi) fand Aufnahme in der songzeitlichen Sammlung der sogenannten Sieben Militär-Klassiker (Wujing qishu), die auch vom Hanyu da zidian herangezogen wird.